# Saturday Night (Zhané)
Saturday Night è il secondo album delle Zhané, pubblicato dalla Motown Records il 22 aprile 1997.
Negli Stati Uniti il disco ha raggiunto la 41ª posizione nella classifica Billboard 200 e l'8ª posizione nella classifica R&B.

## Tracce
1. Request Line – 3:56 (Ashford, Gist, Lighty, Neufville, Simpson)
2. Saturday Night – 4:49 (Bowens, Harrison, Jacobs, Neufville, Philips, Styles) – (featuring The LOX)
3. So Badd – 4:43 (Brown, Gist, Lighty, Neufville, Redman, Simon)
4. Crush – 3:00 (Gist, Lighty, Neufville)
5. This Song Is For You – 4:25 (Neufville, Swinga)
6. Just Like That – 4:59 (Ferrell, Neufville, Sparks)
7. Last Dance – 4:42 (Gist, Laws, Lighty, Neufville)
8. Good Times – 4:12 (Edwards, Rodgers)
9. For the Longest Time – 4:16 (Joel)
10. Rendez-Vous – 4:59 (Booker, Norris)
11. My Word Is Bond – 2:41 (Neufville)
12. Kindness for Granted – 4:55 (Neufville)
13. Temporary Thing – 4:31 (Norris)
14. Confusion – 4:12 (Neufville, Norris)
15. Color – 4:59 (Norris)
16. Piece It Together – 4:59 (Neufville) – (featuring Will Downing & Najee)

## Singoli
1. Request Line (pubblicato il 25 febbraio 1997)
2. Crush (pubblicato il 20 maggio 1997)
3. Saturday Night (featuring The LOX) (solamente per la diffusione radiofonica)

## Formazione
- Renee Neufville - voce,
- Jean Baylor - voce, pianoforte